# Ngọc Hoàn
Ngọc Hoàn (chữ Hán phồn thể:玉環市, chữ Hán giản thể:玉环市, âm Hán Việt: Ngọc Hoàn thị) là một thành phố cấp huyện thuộc địa cấp thị Thai Châu, tỉnh Chiết Giang, Cộng hòa Nhân dân Trung Hoa. Thành phố Ngọc Hoàn có diện tích 1072 km², dân số 380.000 người. Mã số bưu chính của thành phố này là 317100. Chính quyền nhân dân thành phố Ngọc Hoàn đóng ở số 6, đường Đông Thành, trấn Châu Cảng. Thành phố Ngọc Hoàn được chia ra các đơn vị hành chính trực thuộc gồm 6 trấn và 3 hương. Tổng cộng có 27 khu xư dân, 276 ủy ban thôn.
- Trấn: Châu Cảng, Thanh Cảng, Sở Môn, Can Giang, Sa Môn, Lư Phố.
- Hương; Long Khê, Kê Sơn, Hải Sơn.